# Wekker

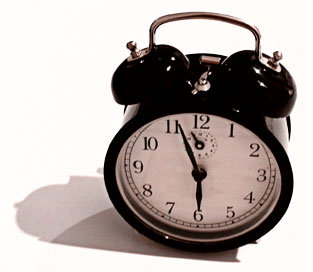
Het klassieke model

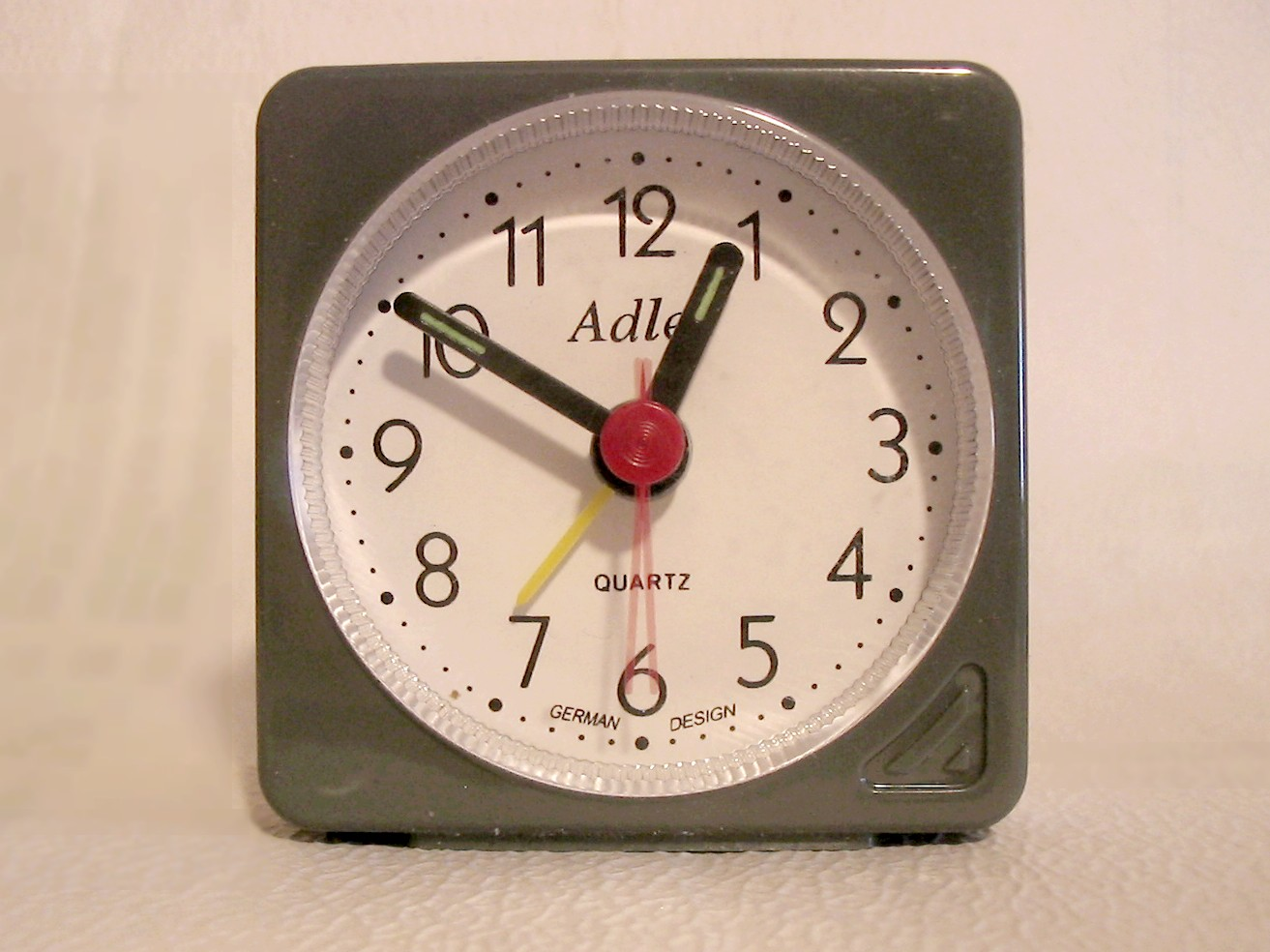
Reiswekkertje. De gele wijzer geeft de wektijd aan. De wekker gaat af als de uurwijzer over de gele wijzer komt.

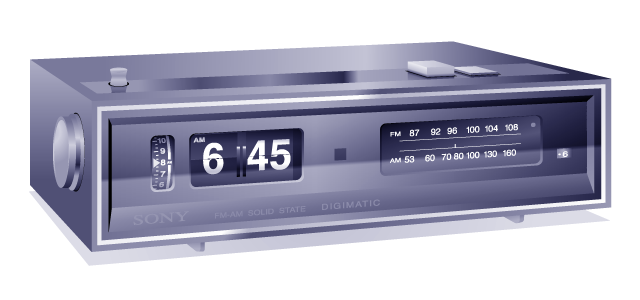
Wekkerradio

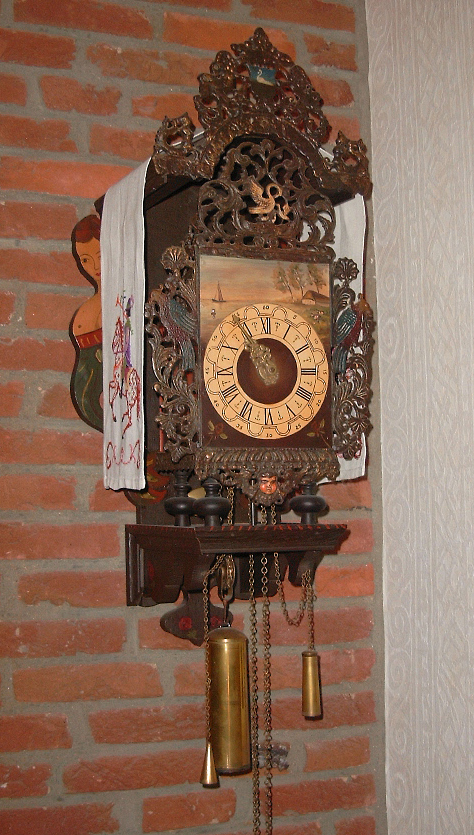
Een wandklok bevat vaak ook een wekker. Bij deze klok dient het grote gewicht voor het uurwerk en de uurslag. De twee kleine gewichtjes dienen voor de wekker. Door de gewichtjes aan een haakje op te hangen, wordt de wekker uitgeschakeld. De wektijd wordt ingesteld met een wijzertje dat met de uurwijzer meedraait.

Een wekker is een klok, die op een vooraf ingesteld tijdstip een geluid- of een ander signaal geeft, met het doel de gebruiker te wekken (of meer algemeen, om de gebruiker te attenderen op het bereiken van het ingestelde tijdstip). Als men wakker is, kan het geluid afgezet worden.
De klassieke wekker is een mechanische klok, die iedere dag opgewonden moet worden. Bovenop zitten twee bellen, met een klepel daar tussenin. Aan de achterzijde kan de wektijd ingesteld worden.
Daarna kwamen er wekkers werkend op batterijen met een kwartsuurwerk, en digitale uitvoeringen met een  lcd- of led-display. Omdat de laatstgenoemde relatief veel stroom verbruikt, wordt deze door middel van een stekker aangesloten op het lichtnet. Het wekgeluid wordt bij deze wekkers door een ingebouwde zoemer of  miniatuurluidspreker voortgebracht.
Wanneer het apparaat ook een radio bevat, spreekt men van een wekkerradio. Op het ingestelde tijdstip gaat de radio spelen of, indien ingesteld, klinkt er een geluidsignaal. Hierbij kan vooraf ingesteld worden welke zender er wordt afgespeeld zodra de wekker afgaat. Zo'n wekkerradio heeft meestal ook een inslaapfunctie, dat wil zeggen dat de radio na een bepaalde tijdslimiet (30 of 60 minuten) vanzelf uitschakelt. Ook een smartphone kan als wekker worden gebruikt. Hiervoor zijn in de diverse appstores wekker-apps verkrijgbaar. Deze zijn vaak vooraf geïnstalleerd op de telefoon. 
In een vertaling uit het Engels wordt soms 'alarmklok' geschreven in plaats van 'wekker'. Zie ook Alarm (apparaat).

## Sluimerfunctie

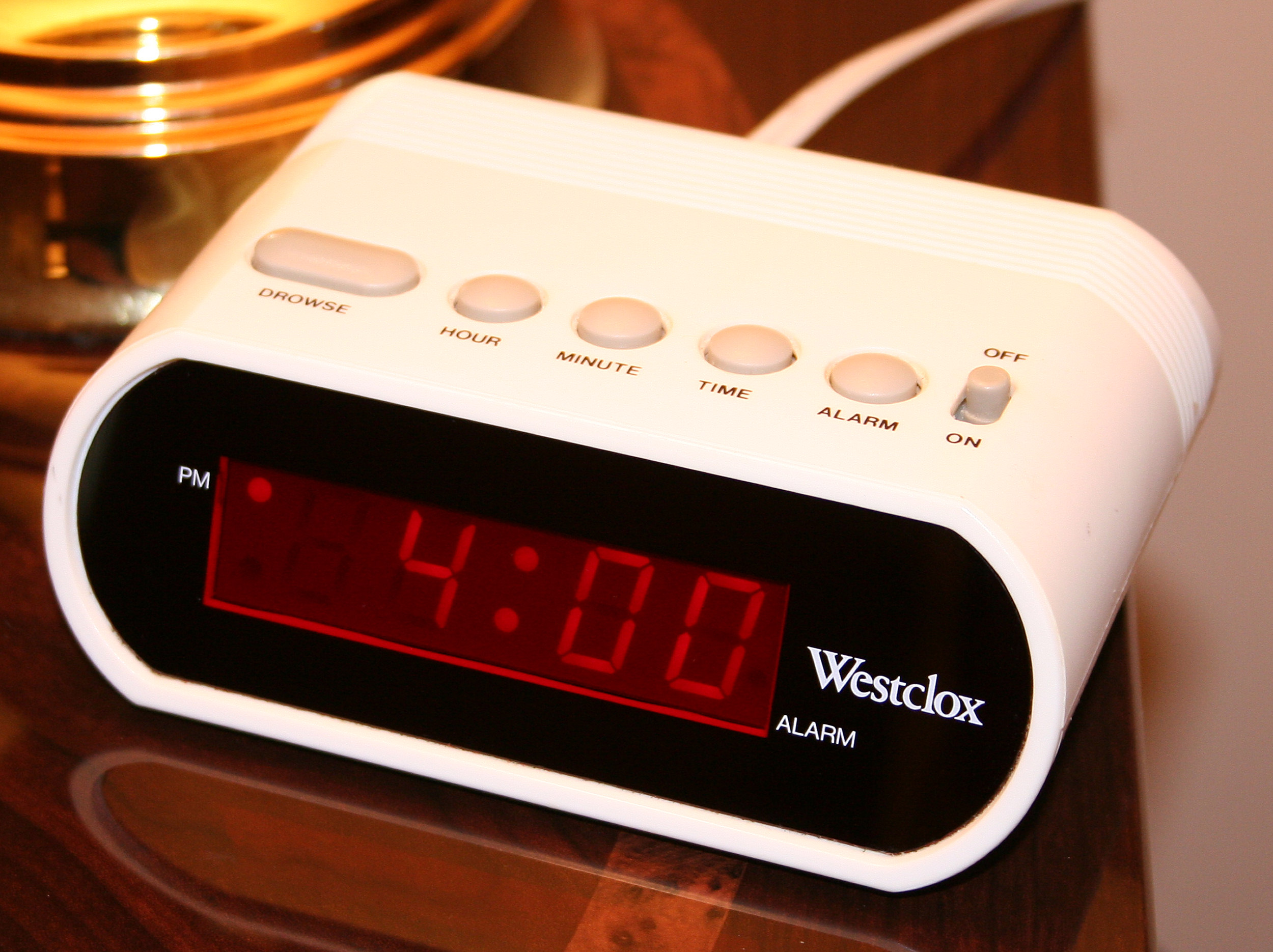
Een eenvoudige digitale wekker. De snooze-knop zit uiterst links en heet hier "Drowse"

Veel elektronische wekkers hebben een sluimerfunctie, ook wel snooze, die handig is voor mensen die de wekker afzetten en daarna weer in slaap vallen. Als het wekgeluid door middel van de functie alarmherhaling (snooze) wordt afgezet, zal de wekker na een aantal minuten opnieuw afgaan. Dit gaat zo door totdat het alarm definitief wordt uitgeschakeld. Op deze manier kan men "nog even blijven liggen" zonder het risico te lopen om zich echt te verslapen. Snooze is Engels voor sluimeren, licht slapen of een dutje doen. De knop wordt ook wel (zoals in de afbeelding) "drowse" genoemd, wat vrijwel hetzelfde betekent. Bij een wekker-app op de telefoon dienen hiervoor meerdere tijdstippen te worden ingesteld die kort na elkaar liggen. Zodra de wekker wordt uitgezet gaat deze dan op het volgende ingestelde tijdstip opnieuw af. Dit gaat zo door totdat alle ingestelde tijdstippen aan de beurt zijn geweest.

## Crescendoalarm
Bij wekkers met een zogenaamd crescendoalarm zal het weksignaal geleidelijk steeds luider klinken.

## Wekkergeluid
|  |                                    |
|  | Mechanische wekker (download·info) |